# Matevž Kamnik
Matevž Kamnik (* 24. November 1987 in Maribor) ist ein slowenischer Volleyballspieler. Er spielt auf der Position Mittelblock.

## Erfolge Verein
Slowenischer Pokal:
- 2007, 2008, 2009, 2010, 2011, 2012, 2013

Top Teams Cup:
- 2007

MEVZA:
- 2007, 2008, 2010, 2011, 2013
- 2009, 2012

Slowenischer Meisterschaft:
- 2007, 2008, 2009, 2010, 2011, 2012, 2013

Türkischer Meisterschaft:
- 2015

Schweizer Pokal:
- 2019

Schweizer Meisterschaft:
- 2019

## Erfolge Nationalmannschaft
Europaliga:
- 2011

## Einzelauszeichnungen
- 2010: Bester blocker turnier finale Champions League